# Mikhail Rudy
Mikhail Rudy (Taskent, nacido el 3 de abril de 1953) es un pianista francés de origen ruso, nacido en Taskent, en la RSS de Uzbekistán (Unión Soviética), donde su familia había sido deportada por el régimen soviético.

## Carrera
Nacido en la época de la URSS, pasa su niñez en la ciudad de Stalino (hoy Donetsk) en Ucrania. Su familia estaba privada de derechos cívicos y catalogada como «traidores a la patria» (será más tarde rehabilitada y se sabrá que sus dos abuelos habían sido ejecutados para llenar los cupos de «enemigos del pueblo»). De niño se apasiona por la lectura desde los clásicos hasta los libros prohibidos por el régimen (Kafka, Beckett o Soljenitsyn). Descubre la música gracias a un vecino violinista. Es alumno de la profesora Helena Abramova, que lo forma pero no vacila en enviarlo después al Conservatorio Tchaïkovski de Moscú con el ilustre pianista y profesor Yakov Flier. Mikhaïl Rudy logra el Primer Gran Premio del Concurso Marguerite-Long en París, en 1975. Poco tiempo después, durante su primera gira, pide asilo político en Francia. A continuación trabaja con Paul Paray.
Hace su debut en Occidente con el Triple concierto de Beethoven en compañía de Mstislav Rostropovitch e Isaac Stern, con ocasión de los 90 años de Marc Chagall, un pintor que ha admirado siempre y al cual ha sido cercano en sus últimos años.
Desde entonces, sus compromisos reflejan su estatus de solista internacional de elevado nivel: debut estadounidense en Cleveland con Lorin Maazel, Festival de Pascua de Salzburgo con Herbert von Karajan, debut en Londres con la Orquesta Sinfónica de Londres y Michael Tilson Thomas, concierto en el Waldbühne de Berlín con la Orquesta Filarmónica de Berlín y Mariss Jansons, retransmitido en mundovisión. Rudy es invitado regular de estas orquestas, así como de las principales orquestas estadounidenses, británicas, italianas, alemanas, escandinavas o francesas. 
En 1989, vuelve a Rusia para grabar la emisión de Jacques Chancel el Gran Tablero. Después toca con los artistas y las orquestas rusas de renombre como la Orquesta Filarmónica de San Petersburgo, con la cual ha efectuado numerosas giras internacionales. 
Sus compromisos recientes comprenden a la Orquesta Sinfónica de San Francisco con Michael Tilson Thomas, la Orquesta de la Radio Bávara en Múnich bajo la dirección de Mariss Jansons, Alexandre Vedernikov, Andris Nelsons y David Zinman, la Orquesta de Santa Cecilia de Roma y el Teatro Real de Madrid con Mstislav Rostropovitch, el Musikverein de Viena, la Grosses Festspielhaus de Salzburgo y en Edimburgo con la Royal Scottish Nacional Orchestra y Walter Weller, la Royal Flemish Orchestra con Jaap van Zweden y recitales en el Teatro de los Campos Eliseos, en el Châtelet y en la Ciudad de la Música. 
Su discografía, principalmente en EMI, ha sido coronada por numerosas recompensas: la integral de los Conciertos de Serguéi Rajmáninov con Mariss Jansons y la Orquesta filarmónica de San Petersburgo - la primera entrega de este ciclo ha sido también el primer disco grabado con un solista por esta orquesta desde hacía más de treinta años - ha recibido el premio de la Academia del Disco Francés y ha sido escogida como la mejor referencia por la Penguin Guide de Londres. El Primer Concierto de Shostakovitch con la Orquesta Filarmónica de Berlín y el Segundo Concierto de Shostakovitch con la London Philharmonic, dirigidos por Mariss Jansons, han recibido el premio alemán «Deutsche Schallplatten Kritik». Otros premios que le han sido atribuidos son: para su antología de las obras para piano de Liszt: el gran Premio Liszt de Budapest, para su ciclo Scriabin: el Premio de la Academia Charles-Cros y para su recital de obras para piano de Karol Szymanowski: el gran Premio del Disco.
Entre sus grabaciones significativas, citamos también: la integral para piano solo de Leoš Janáček, así como su obra concertante, grabada con la Orquesta de la Ópera de París bajo la dirección de Charles Mackerras, las obras para piano solo de Maurice Ravel, Franz Schubert, así como varios discos consagrados a Johannes Brahms en solitario y en sonatas con Michel Portal y Vladimir Spivakov, un disco compacto dedicado a las obras originales para piano y transcripciones en parte inéditas de Richard Wagner y un disco de Frédéric Chopin que comprende los 24 preludios y la 2.ª sonata. En otoño 2008, ha aparecido un cofre de cinco discos titulado El Piano romántico que reagrupa una selección de sus grabaciones. 
Mikhaïl Rudy ha participado en numerosas emisiones de televisión y de radio: como la película de la British Broadcasting Corporación consagrada a Chaïkovski donde graba la música del compositor sobre su piano. Para France Musiques, ha corealizado una serie de emisiones sobre Scriabin, Brahms, Szymanowski y Janacek. Finalmente, ha sido director artístico del festival de Saint-Riquier de 1995 a 2004. 
Su dúo Double Dream con el gran pianista de jazz Misha Alperin (en) — programa original de composiciones improvisadas sobre la base del repertorio clásico, presentado en concierto con la utilización del multimedia — recibe cada año una recepción entusiasta en el mundo entero y su grabación, aparecida en EMI, ha sido destacada por la revista Gramophone de Londres. Ha corealizado la película de vídeo arte Deseo negro para la cual ha recibido el premio del mejor guion en el festival Video Brasil. 
El espectáculo El Pianista, sacado del libro de Władysław Szpilman, escrito en 2001 por Mikhail Rudy y Robin Renucci ha sido alabado por la crítica y ha sido objeto, hasta ahora, de varios centenares de representaciones, sobre todo al Théâtre de la Pépinière y al Théâtre des Bouffes del Norte de París. 
Otros programas multimedia, que han sido representados en teatros de reconocido prestigio son los siguientes:
- Cuadros de una exposición de Musorgski, junto con la proyección de animaciones a partir de bocetos de Kandinski para la Bauhaus en 1928.
- Metamorfosis, solos de Janacek sincronizados con la proyección de animaciones de los Hermanos Quay sobre el tema de la Metamorfosis de Kafka.
- Petrushka de Stravinski, compaginado con una película de Anthony Wilkinson interpretada por bailarines y marionetas del Little Angel Theatre del Reino Unido.

Rudy ha escrito su primer libro La novela de un pianista, la impaciencia de vivir, aparecido en las ediciones del Rocher, en septiembre 2008. Una película-retrato de Andy Sommer igualmente titulada Mikhaïl Rudy, la novela de un pianista, producida por France 2, se ha difundido en 2009.

## Premios y reconocimientos
- Caballero de las Artes y de las Letras

## Discografía selecta
- Beethoven: Hammerklavier; Seis Bagatelas op.126 (Calliope 6686, reedición prevista en 2016)
- Brahms: Klavierstücke op.76, Valses op.39, Rapsodias op.79 (EMI CD 7542332).
- Brahms: Variaciones y fuga sobre un tema de Händel; Variaciones sobre un tema de Robert Schumann; Tema y variaciones según el sexteto de cuerdas n.º 1 Variaciones sobre un tema húngaro (EMI CD 55516).
- Brahms: Fantasías op.116; Intermezzi op.117; Klavierstücke op.118 Klavierstücke op.119 (EMI CD 5551672).
- Brahms: Tres sonatas para piano violín, Scherzo WoO2 (BMG Classics).
- Brahms: Trío para piano, clarinete y violonchelo op.11; Sonatas para clarinete y piano n.° 1 & 2 (EMI CD7544662). Michel Portal (clarinete) Boris Pergamenschikow (violonchelo)
- Chaikovski: Concierto para piano n.º 1. Con la Filarmónica de San Petersburgo, Mariss Jansons (EMI CD 7542322).
- Chaikovski: Concierto para piano n.º 1 op.23. Con la Filarmónica de San Petersburgo, Mariss Jansons. (EMI CD 4895792)
- Chopin: Sonata para piano n.º 2; Nocturno n.º 8 op.27 n.° 2; Nocturno n.° 33 op.48 n.º 1; 24 preludios (EMI CD3438312).
- Franck Sonata para violín y piano (Erato).
- Grieg: Sonata para violín y piano n.° 3 op.45. Con Pierre Amoyal (0630-110774-2).
- Janáček: Sonata (1905), Una sonrisa, En las nieblas Sobre un sendero recubierto, Tres bailes de Moravia (EMI CD 7540942).
- Janáček: Presto para violonchelo y piano, Cuento para violonchelo y piano Capriccio; Concertino para piano y orquesta; Sonata para violín y piano. Con Pierre Amoyal al violín, Gary Hoffmann al violonchelo; solistas de la Orquesta Nacional de la Ópera de París, Charles Mackerras (EMI CD 5555852).
- Liszt: Los juegos de agua a la Villa de Este, Valse olvidado n.º 1 & 2, Tres sonetos de Petrarca (47,104,123), Dos estudios de concierto (Murmurios del bosque, Ronda de los duendes), Tres Liebesträume; Wagner-Liszt Isoldes Liebestod (Muerte de Isolda) (EMI CD 7498422).
- Liszt: Sonata en si menor; Góndola lúgubre n.º 1, Bagatela sin tonalidad; Nubes grises; Am Grabe Richard Wagner; Sueño (nocturno), Ave Maria, Csardas obstinadas, Góndola lúgubre n.º 2 (Calliope APP C 6685, reedición prevista en 2016).
- Messiaen: Tres de las Veinte Miradas sobre la Niño Jésus (Melodyia).
- Músorgski: Cuadros de una exposición. Una lágrima. Gopak Rêverie. (Calliope CAL1528, reedición remasterizada 2016).
- Prokófiev: Visiones fugitivas; Sonata n.º 2; Romeo y Julieta. (Melodyia).
- Prokófiev: Romeo y Julieta, Diez piezas para piano op.75.
- Rajmáninov: Concierto para piano n.º 3; Rapsodia sobre un tema de Paganini. Con la Filarmónica de San Petersburgo, Mariss Jansons (EMI CD 758802).
- Rajmáninov: Conciertos para piano n.º 1 & 4. Con la Filarmónica de San Petersburgo, Mariss Jansons (EMI CD 5551882).
- Rajmáninov: Conciertos para piano n.º 1 & 2. Con la Filarmónica de San Petersburgo, Mariss Jansons (EMI CD 4835922).

- Ravel: Pavana para una infanta difunta; La valse; Miroirs; Gaspard de la nuit (EMI).
- Saint-Saëns: El carnaval de los animales. Con Tzimon Barto al 2.º piano, Orquesta del Capitole de Toulouse, Michel Plasson (EMI CD 754452 MC 7544654)
- Schubert: Sonatas D.784 & D.537, Wanderer-Fantasie, Dos Scherzi (EMI).
- Schumann: 5 piezas para violonchelo y piano op.102, Adagio y allegro para violonchelo y piano op.70, Tres romanzas para oboe y piano op.94, Fantasiestücke para clarinete y piano op.73, Märchenerzählungen para clarinete, viola y piano op.132, Märchenbilder para alto & piano op.113. Con Michel Portal al clarinette, Gérard Caussé a la viola y Boris Pergamenschikow al violonchelo. (EMI CD 758242).
- Scriabin: Sonata n.º 6 op.62; Máscaras op.63 n.º 1 Etrangeté op.63 n.º 2; Sonata n.º 7 op.64 (Calliope CAL1528, reedición remasterizada 2016)
- Scriabin: Tres estudios op.65, Sonata n.º 8, Dos Preludios op.67, Sonata n.º 9, Dos poemas op.69, Sonata n.º 10, Dos Poemas op.71, Hacia la llama, Dos Bailes op.73, Cinco preludios Op.74 (Calliope CAL1528 reedición remasterizada 2016).
- Shostakóvich: Concierto para piano n.º 1 (trompeta y cuerdas); Sinfonía n.º 1. Con Ole-Edvard Antonsen a la trompeta, Orquesta Filarmónica de Berlín, Mariss Jansons (EMI CD 5553612).
- Shostakóvich: Concierto para piano n.º 2. Con la Orquesta Filarmónica de Londres, Mariss Jansons (EMI CD5565912).
- Stravinski: Petrouchka, escenas burlescas en cuatro cuadros, transcripciones I.Stravinski & M.Rudy. (EMI CD 556731).
- Stravinski: Petrouchka; El canto del mundo.
- Szymanowski: Obras para piano. 12 Estudios op.33; Métapes op.29; Máscaras op.34; 3 Mazurcas op.50; 2 Mazurcas op.62 (EMI CD 5553902)
- Wagner: Transcripciones y obras originales para piano (EMI CD 7243 5).
- Double Dream. Improvisaciones sobre música de J.S.Bach, Chopin, Debussy, Mozart, Schumann… con Misha Alperin (EMI CD DVD).

- El piano romántico, cofre de 5 CD, retomado de sus grabaciones en (EMI).